# Пантелеево (муниципальный округ Егорьевск)
Пантелеево — деревня в муниципальном округе Егорьевск Московской области России.

## География
Деревня Пантелеево расположена в северо-западной части муниципального округа Егорьевск, примерно в 1 километре к востоку от города Егорьевск. Рядом с деревней проходит Егорьевское шоссе. В 500 метрах к северо-востоку протекает река Ватаженка. Высота над уровнем моря 138 метров.

## История
До отмены крепостного права жители деревни относились к разряду государственных крестьян.
После 1861 года деревня вошла в состав Нечаевской волости Егорьевского уезда. Приход находился в городе Егорьевске.
В 1926 году деревня входила в Нечаевский сельсовет Егорьевской волости Егорьевского уезда.
До 1994 года Пантелеево входило в состав Селиваниховского сельсовета Егорьевского района, а в 1994—2006 годы — Селиваниховского сельского округа.
До 2015 года Пантелеево входило в состав городского поселения Егорьевск  Егорьевского района.

## Демография
В 1885 году в деревне проживало 142 человека, в 1905 году — 159 человек (82 мужчины, 77 женщин), в 1926 году — 132 человека (45 мужчин, 87 женщин). По переписи 2002 года — 33 человека (14 мужчин, 19 женщин). Население — 47 человек (2010).
| 1859 | 1868 | 1885 | 1905 | 1926 | 2002 | 2006 |
| ---- | ---- | ---- | ---- | ---- | ---- | ---- |
| 137  | ↘134 | ↗142 | ↗159 | ↘132 | ↘33  | →33  |
| 2010 |      |      |      |      |      |      |
| ↗47  |      |      |      |      |      |      |